# 飯玉神社 (伊勢崎市堀口町)
飯玉神社（いいだまじんじゃ）は、群馬県伊勢崎市堀口町にある神社である。佐波・伊勢崎地域に分布する約60社の飯玉神社の総鎮守として知られる。祭神は宇気母智神、大国魂神。旧社格は村社。

## 歴史
安閑天皇元年（531年?）に上野国主が丹波国笹山から保食神の神霊を迎えて奉斎したことに始まるとされる。孝徳天皇の御代、国主が奉幣の式を挙行し、寛平元年（889年）に宇多天皇により御霊神鏡を下賜され神霊代として奉斎したと伝わる。また長元4年（1031年）に郡司が神殿を改築し、康平5年（1062年）に源頼義が奥州平定の途次に越月の神嘗祭を行い、凱旋の際に奉幣したと伝わる。
『上野国神名帳』に見える那波郡「従三位 国玉明神」は当社であるとされる。
嘉応年間（1169年 - 1171年）に藤原秀郷の後裔である那波太郎広純が氏神と崇めて社殿を修理し、神田を寄進した。那波広純は粟津の戦いで戦死したが、建久2年（1191年）に大江広元の庶子であった式部少輔那波政広が佐波郡の66か所の村を領し、築城の際に氏神として崇敬し、神領を寄進して古式神事を斎行した。応仁元年（1467年）に那波宗茂が社殿を修理、元亀3年（1572年）に那波宗俊が当社で戦勝祈願をし勝利した。天正18年（1590年）九戸政実に敗れて那波氏は滅亡した。
寛永5年（1628年）に前橋城主・酒井雅楽頭が社殿を修理し神領を寄進した。享保年間（1716年 - 1736年）に伊勢崎藩主・酒井忠告が社殿の修理と神輿の奉納を行い、文政10年（1827年）に酒井忠良が大鳥居、末社鳥居を奉納。嘉永元年（1848年）社殿修理に際し酒井忠恒より御免観化を許された。
明治6年（1873年）に村社に列した。
明治42年（1909年）2月27日、神饌幣帛料供進神社に指定。

## 神事
旧暦10月末の午の日から旧暦11月初午までを「ムギマキゴシンジ（麦播きご神事）」と言い神職が神殿と境内に注連縄を巡らし、人の立ち入りを禁ずる。旧暦10月（神無月）に出雲国に行っていた飯玉様が上野国・武蔵国の神々とともに帰還し、当社で寄合を開くのだとされている。
毎年6月30日と12月31日の2度、大祓式を行い、6月には鳥居と拝殿の間に茅の輪を置く。
10月17日に近い日曜日には秋季例大祭が行われ、花馬の祭りと言って神輿が花馬とともに村を巡行するものだったが、御神幸は行われなくなった。

## 祭神
主祭神
- 宇氣母智命
- 大国魂命

配祀神
- 日本武尊
- 火産霊命
- 大日靈命
- 菅原道真命

## 境内

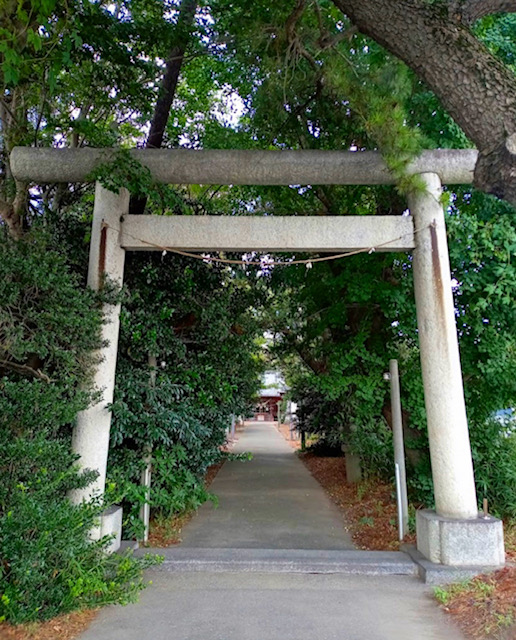
鳥居
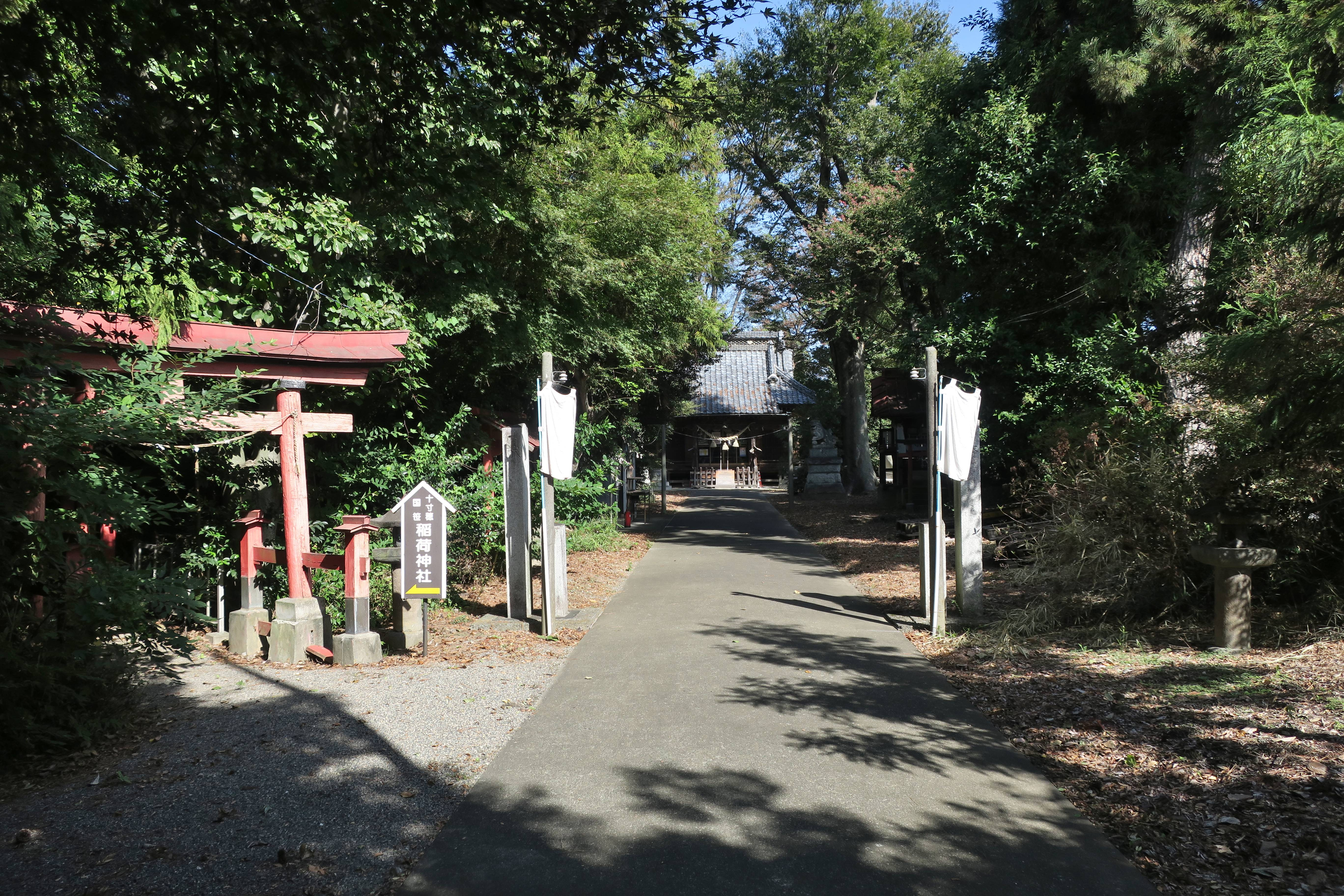
参道
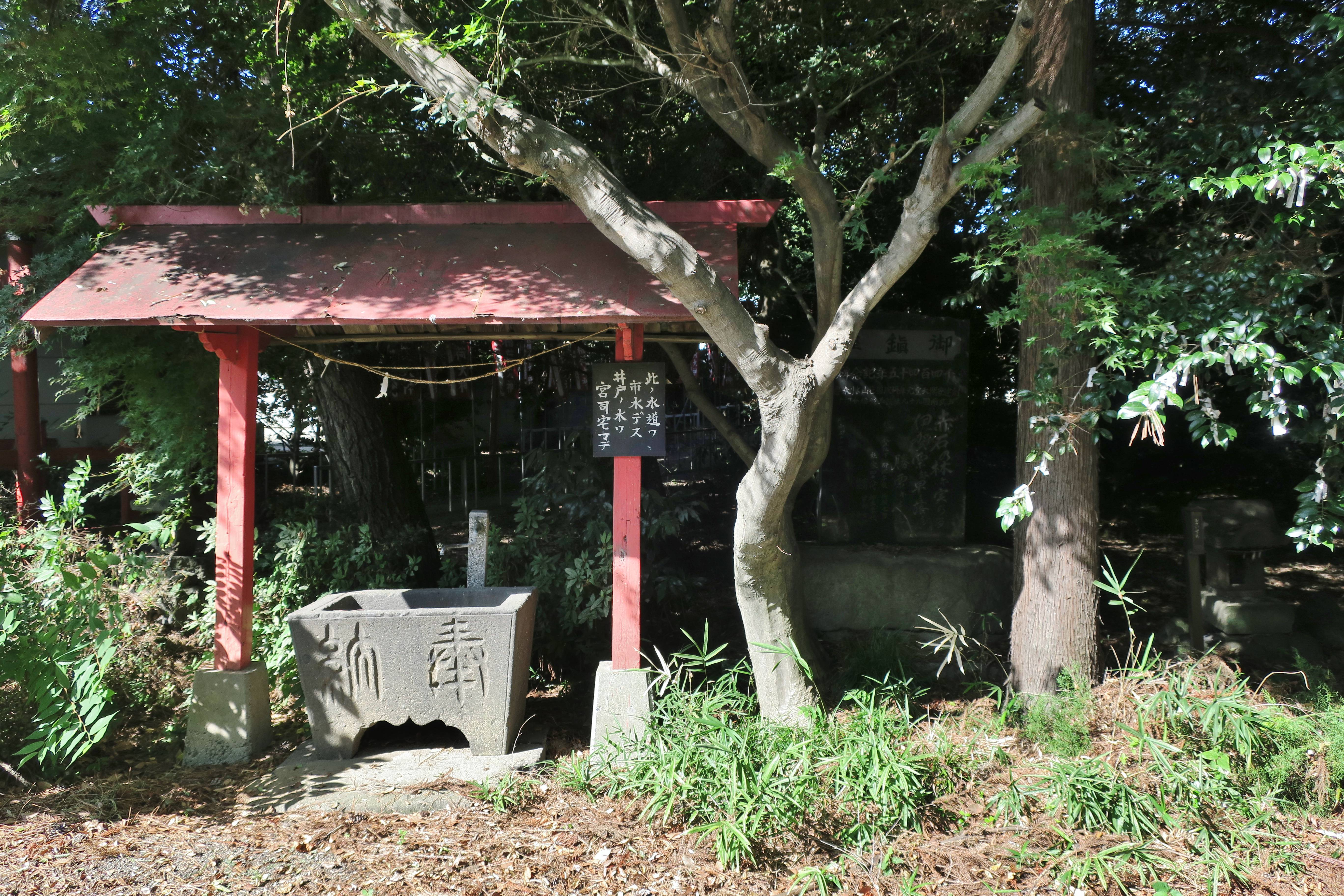
手水舎
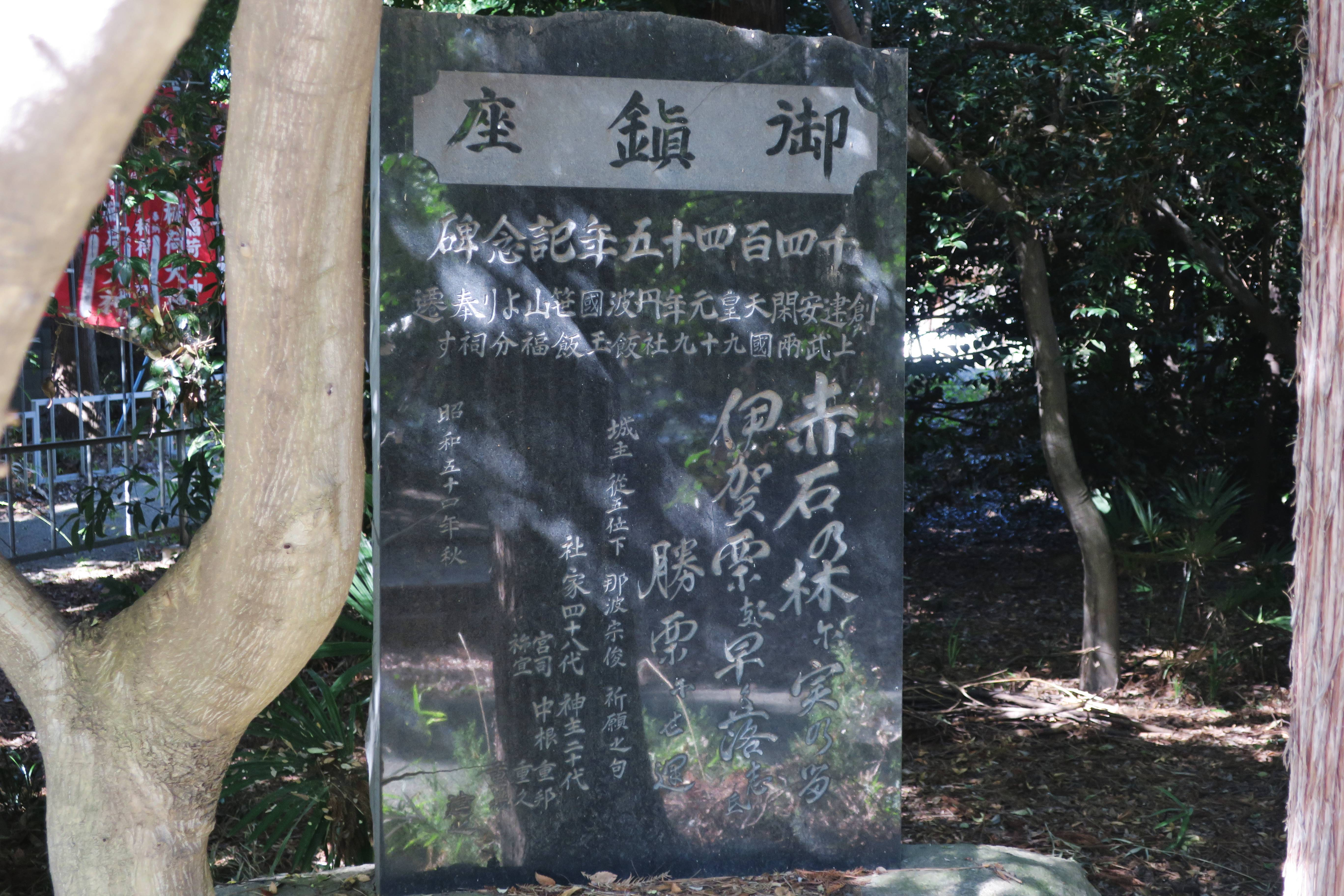
御鎮座碑
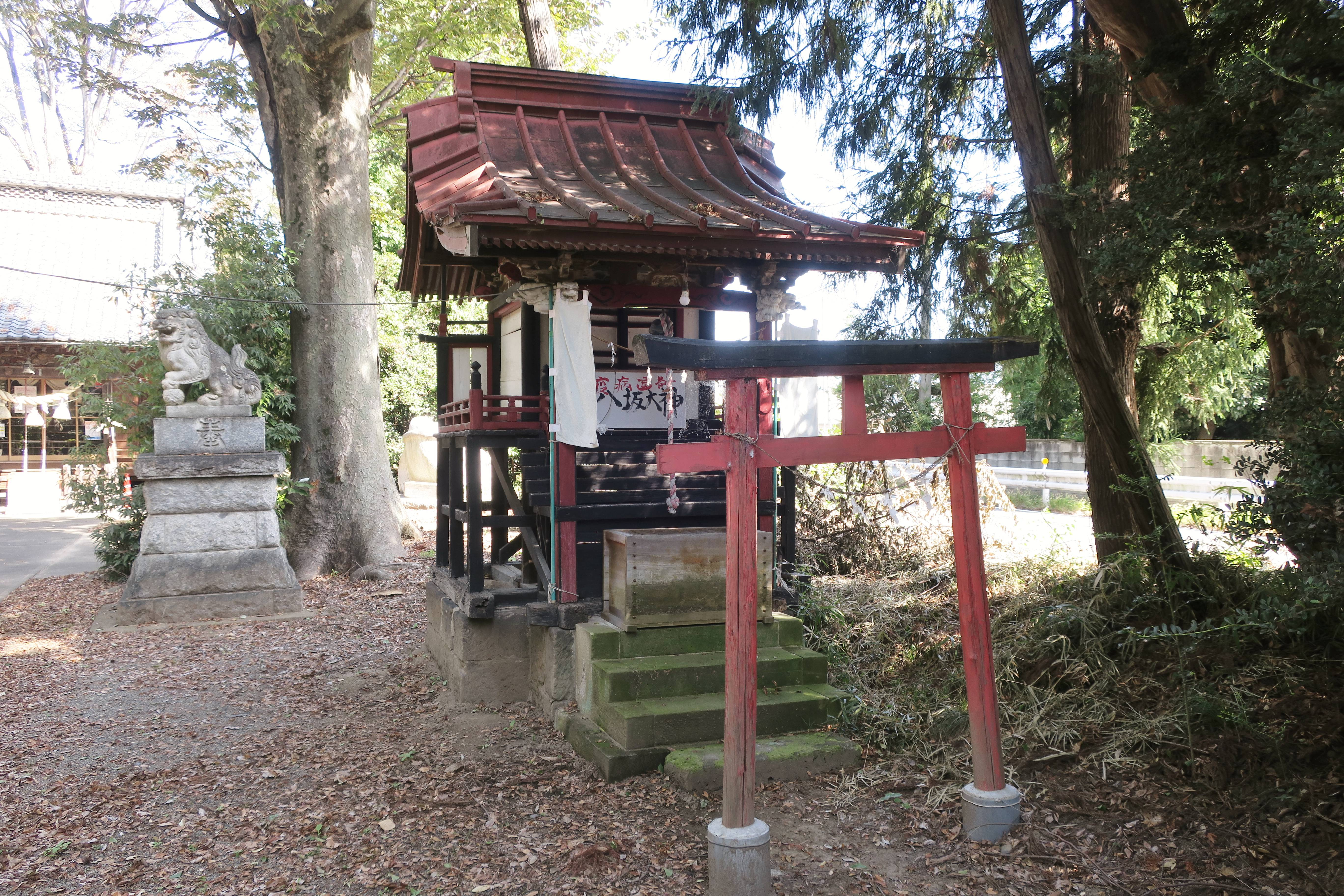
八坂大神
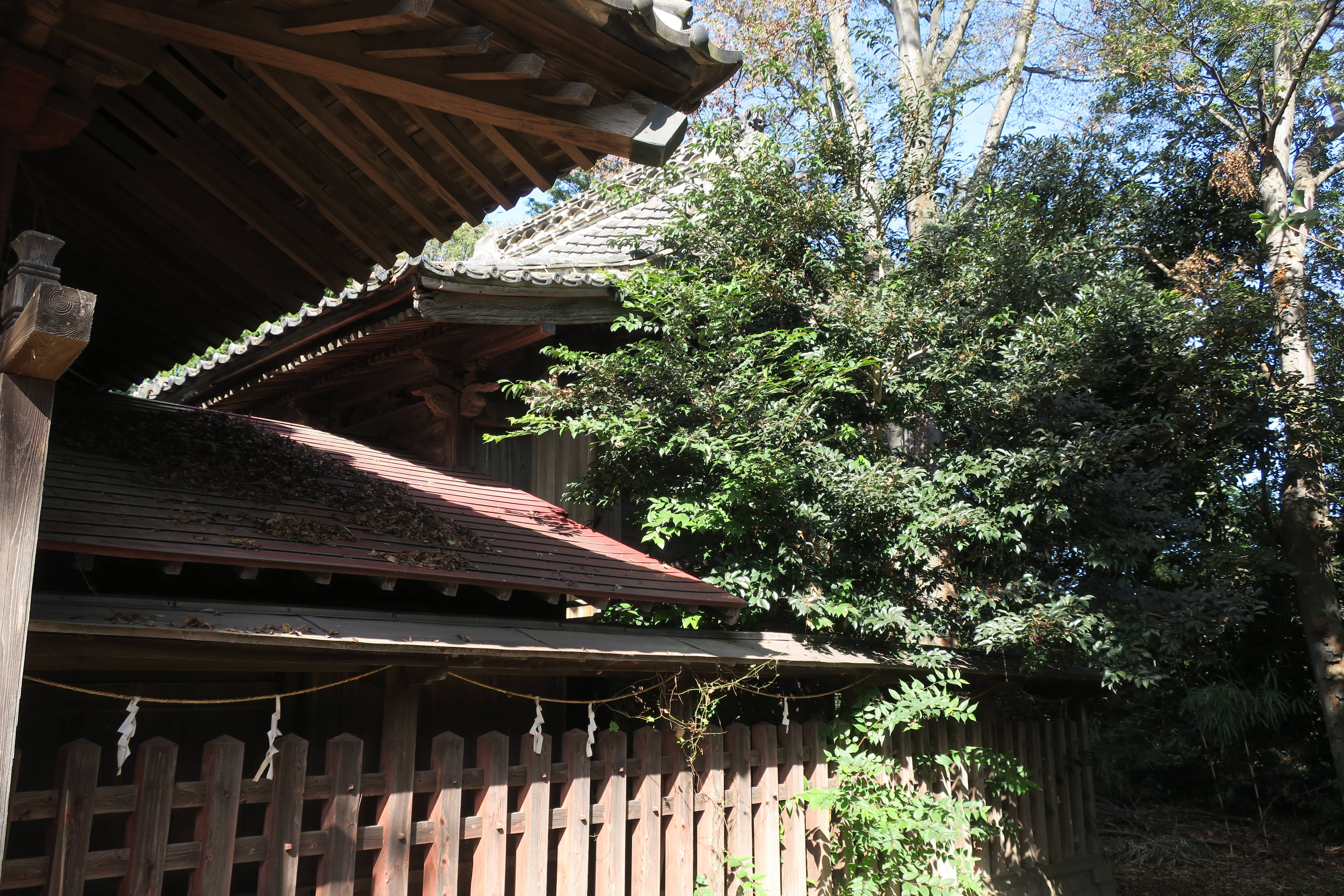
本殿
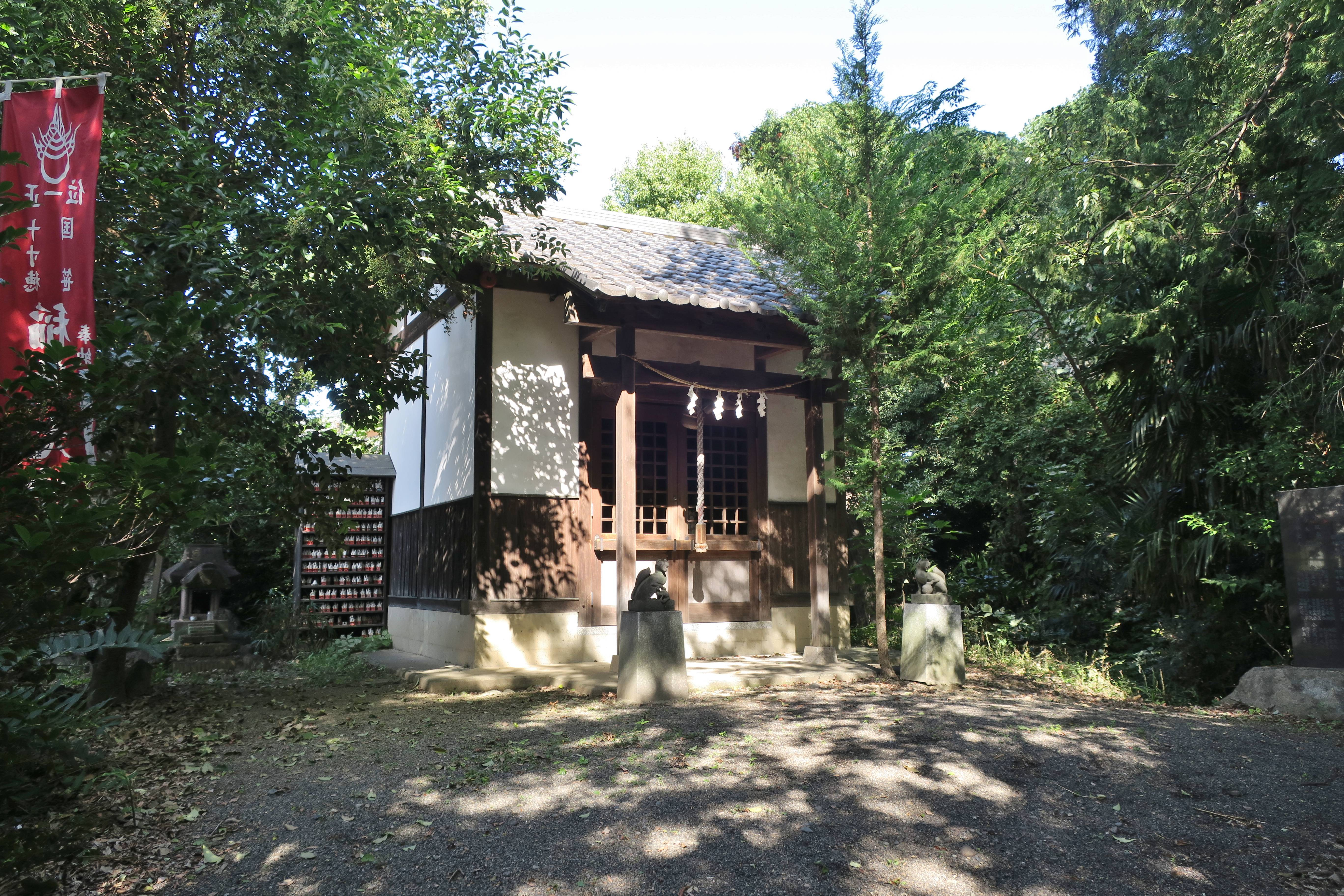
十寸穂国笹稲荷神社
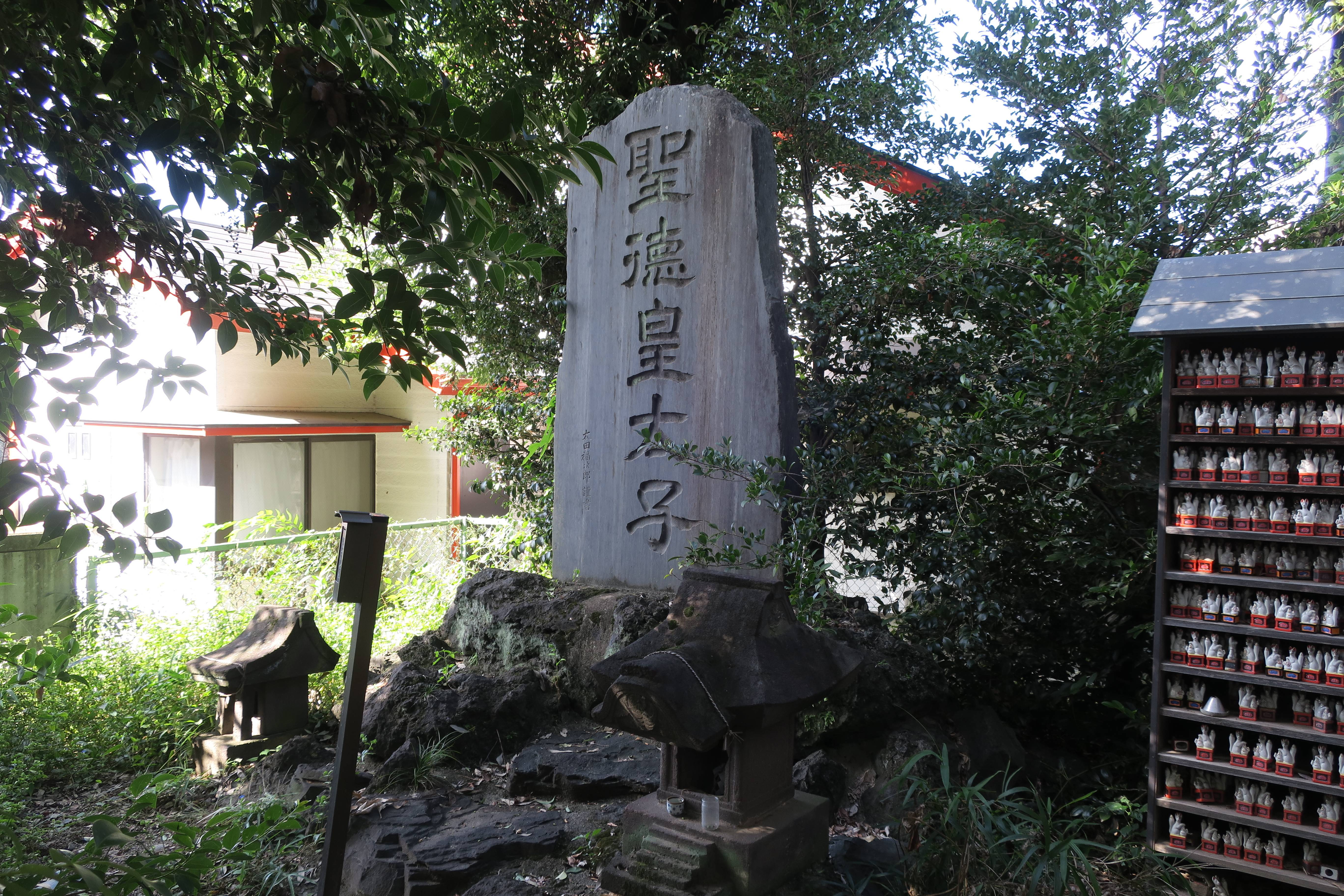
聖徳皇太子碑

## 交通
- 東武鉄道「新伊勢崎駅」より車で約10分。

## 周辺
- 伊勢崎市立名和小学校
- 伊勢崎市立第二中学校
- 那波城址